# Landesgericht Linz

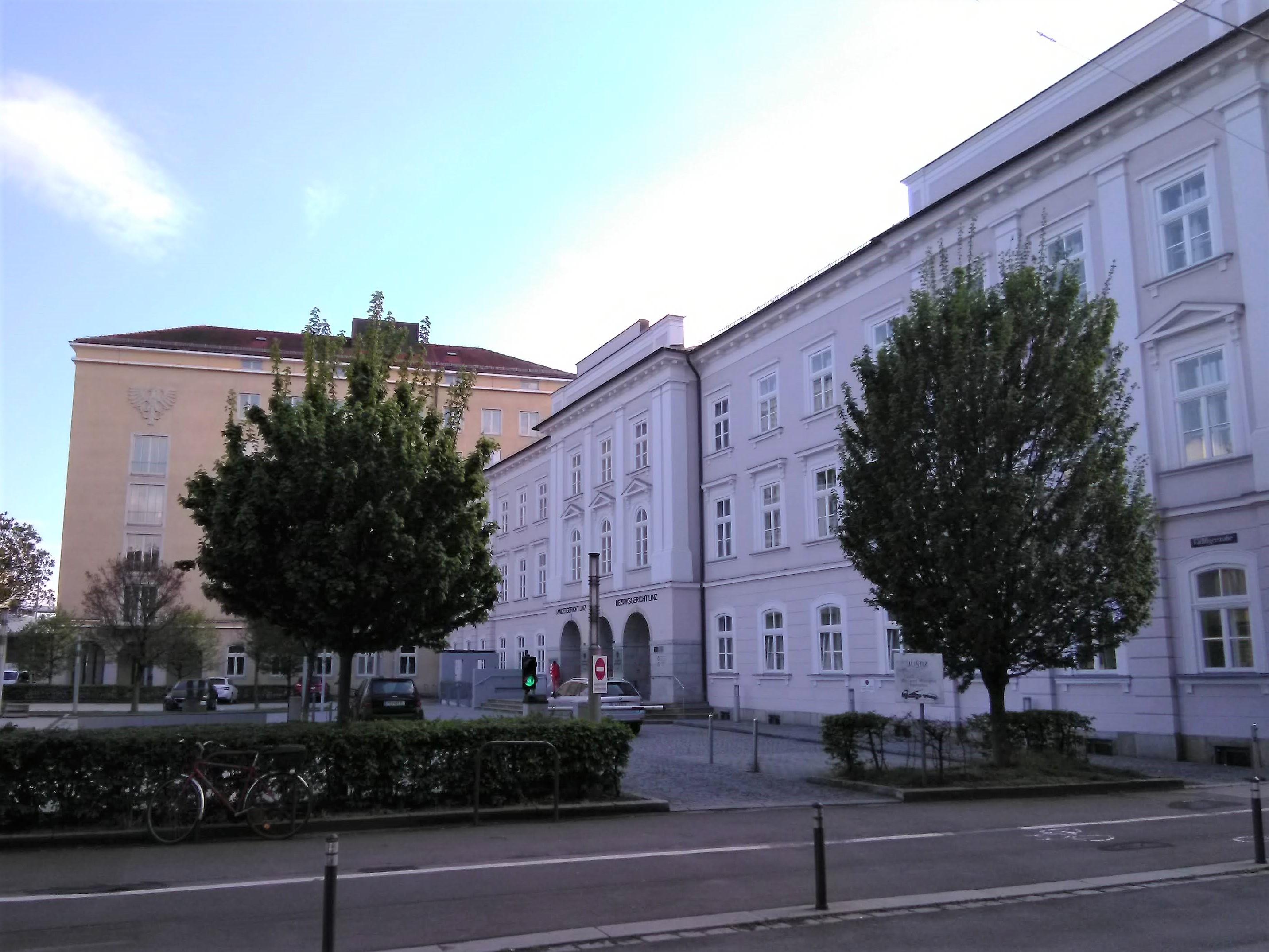
Landesgericht Linz

Das Landesgericht Linz (kurz: LG Linz) ist eines von 20 Landesgerichten in Österreich. Es wird seit dem 2. Oktober 2023 von Amalia Berger-Lehner als Präsidentin geleitet und befindet sich heute im Gebäude Fadingerstraße 2, in dem auch das Bezirksgericht Linz untergebracht ist. Zur Zeit des Ständestaates und des Nationalsozialismus hatte das Landesgericht Linz seinen Sitz in der Museumstraße 12. Die Staatsanwaltschaft Linz befindet sich mittlerweile nicht mehr im selben Gebäude. Diese befindet sich nun in der Kaisergasse 16. 
Als Landesgericht obliegt ihm in zweiter Instanz die Behandlung der Rechtsmittel gegen Entscheidungen der Bezirksgerichte. Grundsätzlich ist es für Zivilsachen bei einem 15.000 € übersteigenden Streitwert in erster Instanz zuständig. Bestimmte Rechtssachen fallen jedoch unabhängig vom Streitwert in die Zuständigkeit der Bezirksgerichte. Für Strafsachen ist es in erster Instanz zuständig, wenn die Strafandrohung über einem Jahr liegt. Bestimmte Strafsachen fallen auch bei geringerer Strafdrohung in seine Zuständigkeit.
Rechtsmittelinstanz für Entscheidungen des Landesgerichtes Linz ist das Oberlandesgericht Linz.